# Busalla
Busalla là một đô thị ở tỉnh Genova thuộc vùng Liguria, nằm ở vị trí cách khoảng 15 km về phía bắc của Genova. Tại thời điểm ngày 31 tháng 12 năm 2004, đô thị này có dân số 5.943 người và diện tích là 17,1 km².
Đô thị Busalla có các frazioni (các đơn vị trực thuộc) Camarza, Sarissola, Inagea, và Salvarezza.
Busalla giáp các đô thị sau: Crocefieschi, Fraconalto, Isola del Cantone, Mignanego, Ronco Scrivia, Savignone, Vobbia.